# Estadio GSZ
El GSZ Stadium o Gymnastic Club Zenon Stadium, (en griego:Γυμναστικός Σύλλογος Ζήνων; Γ.Σ.Ζ.) llamado también Neo GSZ Stadium para distinguirlo de su antecesor que tenía el mismo nombre, es un estadio multiusos de la ciudad de Lárnaca, Chipre. En la actualidad se usa para la disputa de los partidos como local del AEK Larnaca. Tiene 13 032 localidades y es propiedad del Gymnastic Club Zeno, club que toma su nombre del filósofo Zenón de Citio.
En este campo se jugó la final, además del partido por el tercer y cuarto puesto, de la Eurocopa sub-18 de 1998 y la final de la Copa de Chipre de 2006.